# German Titov
German Stepanovič Titov (ruski: Герман Степанович Титов, Polkovnikovo Altajski kraj, 1. rujna 1935. – Moskva, 20. rujna 2000.), bio je sovjetski kozmonaut i vojni pilot, i četvrti čovjek u svemiru nakon Jurija Gagarina, Alana Sheparda i Virgila Grissoma.

## Životopis
Titov je prošao školovanje za pilota u Staljingradskoj vojnoj zrakoplovnoj akademiji, nakon toga postao je vojni pilot. Izabran je u prvu ekipu kozmonauta 1960. Njegovi rezutati testova bili su jednako dobri kao Gagarinovi, koji je ipak odabran da bude prvi jer je bio stariji i psihološki spremniji za prvu misiju.
Titov je odabran da poleti s letjelicom Vostok 2 kao drugi čovjek na svijetu - 6. kolovoza 1961. Njegov let trajao je 23 sata i 18 minuta, za to vrijeme je 17 puta obletio zemlju. Njegov pozivni znak u toj misiji bio je Orao (ruski: Орёл). Spustio se u mestu Krasni Kut u Saratovskoj oblasti.
Nakon svemirskih letova, Titov je radio na raznim visokim položajima u sovjetskom svemirskom programu, sve do umirovljenja 1992. godine. Poput svih ostalih sovjetskih kozmonauta i Titov je bio član Komunističke partije Sovjetskog Saveza (od 1961.), bio je zastupnik u Vrhovnom sovjetu SSSR-a, od 1962. do 1970. godine. Nakon raspada Sovjetskog Saveza, postao je član Komunističke partije Ruske Federacije i kao njen kandidat biran je za člana prvog (1993.) i drugog (1995.) saziva Državne dume Ruske Federacije.
Titov je bio prvi čovjek koji je obolio od svemirske bolesti (zbog nedostatka sile teže) i prvi čovjek koji je spavao u svemiru (30 minuta).
Umro je od srčanog udara u vlastitoj sauni u dobi od 65 u Moskvi.Sahranjen je na groblju Novodevičje u Moskvi.

## Nagrade i odličja
German Titov odlikovan je mnogobrojnim sovjetskim i stranim odlikovanjima. Ukazom Prezidija Vrhovnog sovjeta SSSR-a od 9. rujna 1961. godine za svoj let proglašen je Herojem Sovjetskog Saveza. Dva puta je dobio najviši orden SSSR-a Orden Lenjina (17. lipnja i 9. kolovoza 1961.), 15. siječnja 1976. dobio je Orden crvene zastave za rad (15. siječnja 1976.) i Orden Oktobarske revolucije 21. ožujka 1985. Titov je proglašen Herojem socijalističkog rada Bugarske, Herojem rada Vijetnama i Herojem Mongolije. Po njemu je nazvan jedan mjesečev krater i jedan vijetnamski otok u Tonkinškom zaljevu.